# Combined diesel-electric and gas

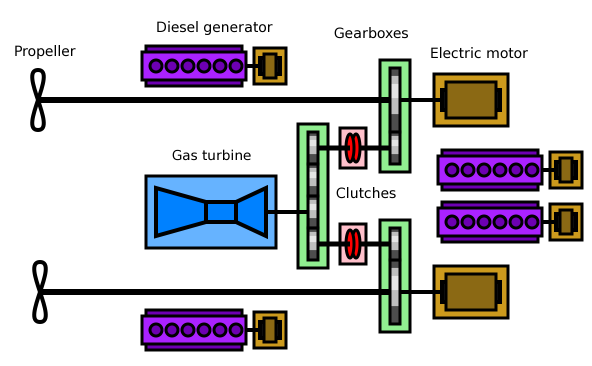
Principe d’un système de propulsion CODLAG

Combined diesel–electric and gas (CODLAG), en français : système combiné diesel-électrique et gaz, est une modification du système de propulsion combiné diesel et gaz pour les navires. Une variante, appelée système combiné diesel-électrique ou gaz (CODLOG), contient les mêmes éléments de base, mais il ne permet pas l’utilisation simultanée des sources d’entraînement alternatives.
Un système CODLAG utilise des moteurs électriques qui sont connectés aux arbres d'hélice (généralement deux). Les moteurs sont alimentés par des générateurs diesel. Pour des vitesses plus élevées, une turbine à gaz alimente les arbres via une boîte de vitesses à connexion croisée. En vitesse de croisière, le groupe motopropulseur de la turbine est désengagé avec des embrayages. 
Cette disposition combine les moteurs diesel utilisés pour la propulsion et pour la production d’énergie électrique, réduisant considérablement les coûts de service, car il réduit le nombre de moteurs diesel et de moteurs électriques différents, nécessitant beaucoup moins d’entretien. En outre, les moteurs électriques fonctionnent efficacement sur une large plage de vitesse et peuvent être connectés directement à l’arbre d’hélice afin que des boîtes de vitesses plus simples puissent être utilisées pour combiner la puissance mécanique des systèmes turbine et diesel-électrique.
Un autre avantage de la transmission diesel-électrique est que, sans connexion mécanique, les générateurs diesel peuvent être découplés acoustiquement de la coque du navire, ce qui la rend moins bruyante. Cela a été largement utilisé par les sous-marins militaires, mais les navires de guerre de surface comme les navires de lutte anti-sous-marine en bénéficieront également.

## Propulsion électrique intégrée (IEP)

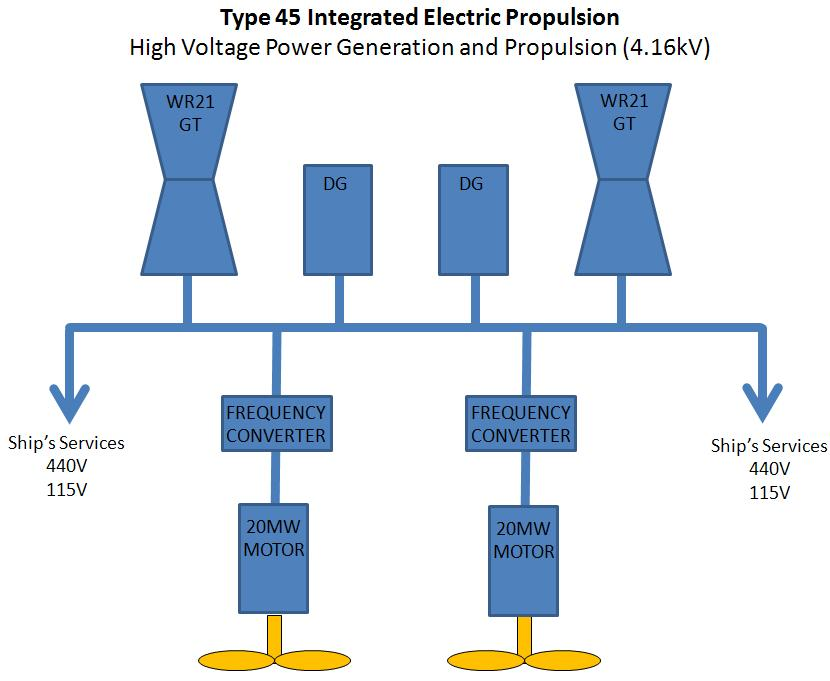
Propulsion électrique du destroyerType 45
(GT : turbine à gaz; DG : générateur diesel)

L'Integrated Electric Propulsion (IEP) est un système qui utilise des moteurs diesel et/ou des turbines à gaz pour produire de l’électricité pour les moteurs électriques, en abandonnant la liaison mécanique avec les hélices. Cette architecture peut être ainsi vue comme une évolution de la proplusion hybride. Il en existe des variantes :
- Integrated Full Electric Propulsion (IFEP), qui est un IEP incorporant de l'électronique de puissance et des dispositifs de stockage d'énergie avancés dans !'architecture afin de fournir des avantages opérationnels et des réductions de coûts supplémentaires[2] ;
- Full Electric Propulsion (FEP), ou Navire Tout Électrique, qui est un IFEP incorporant des groupes générateurs électriques avancés et l'électrification généralisée des auxiliaires au sein de !'architecture IFEP[2].

Un tel arrangement est utilisé sur les navires à passagers comme le RMS Queen Mary 2, avec un pool de générateurs diesel pour la charge de base et des turbogénérateurs pour la pleine puissance, et sur les navires de guerre tels que le destroyer Type 45 de la Royal Navy et le destroyer de classe Zumwalt (DDG-1000/DD(X)). L'utilisation de ce système est aussi caractéristique des navires à propulsion par pods ou à hydrojets, comme la Classe Mistral ou les paquebots Celebrity Millennium.

## Liste des navires CODLAG
- Frégate de type 23 (Royal Navy)
- Frégate FREMM version italienne
- Frégate FDI (France)
- Frégate de classe Baden-Württemberg (marine allemande)[3]
- Corvette de classe Pohjanmaa (marine finlandaise)
- Frégate de classe Constellation (United States Navy)
- GTS Finnjet (ferry de croisière finlandais)

## Liste de navires CODLOG
- Brise-glace de classe polaire (United States Coast Guard)
- Frégate de classe Daegu (Marine de la république de Corée)
- Frégate Type 26 (Royal Navy, en construction)
- Frégate FREMM version française

## Liste des navires IEP
- RMS Queen Mary 2
- Pétrolier de classe Wave (Royal Fleet Auxiliary)
- USNS Lewis and Clark (T-AKE-1) (Military Sealift Command)
- Landing Platform Dock de classe Albion (Royal Navy)
- Destroyer Type 45 (Royal Navy)
- Porte-avions de classe Queen Elizabeth (Royal Navy)
- Destroyer de classe Zumwalt (US Navy)
- Classe Mistral (France)